# شوارتسا (تورینگن)
شوارتسا (به آلمانی: Schwarza) یک شهر در آلمان است که در اشمالکالدن-ماینینگن واقع شده‌است. شوارتسا ۱٬۴۰۳ نفر جمعیت دارد.